# Штурм Евпатории
Штурм Евпато́рии (фр. Bataille d'Eupatoria) — неудачная попытка взятия города Евпатории русскими войсками  во время Крымской войны. Произошедшее 5 (17) февраля 1855 года сражение закончилось победой войск союзников.

## Перед штурмом
Император Николай I опасался, что переброска с Дунайского ТВД к Евпатории турецких сил Омер-Паши позволит сделать диверсию к Перекопу и усилит войска союзников под Севастополем. Он постоянно требовал от А. С. Меншикова взять город. В январе 1855 года генерал-лейтенант К. Е. Врангель получил приказание главнокомандующего овладеть Евпаторией. После рекогносцировки Врангель донёс А. С. Меншикову, что взять город нельзя: Считаю долгом донести Вашей Светлости, что я не смею отвечать за успех и за последствия этого предприятия. Ничего не достигнув, войска будут расстроены и деморализованы в то время, когда неприятель, ободрённый нашей неудачей, может выйти от Евпатории в больших силах и двинуться на наши сообщения. Начинать это важное дело я не могу решиться без верной надежды на успех. В свою очередь, генерал С. А. Хрулёв, также проводивший рекогносцировку, подойдя к городу так близко, что мог говорить с находящимися там татарами, нашел, что земляные укрепления Евпатории в некоторых местах еще не были окончены и насыпи так низки, что не прикрывали даже фундаментов городских домов: основываясь на том, Хрулев не сомневался в успехе предположенного нападения.
Князь Меншиков решил поручить взятие Евпатории генералу Хрулеву и передал под его начальство пехоту и часть кавалерии евпаторийского отряда, в составе 22 батальонов, 24 эскадронов и 5 казачьих сотен, в числе около 19 тысяч человек с 108 орудиями.
28 января (9 февраля) в Евпатории высадились под начальством Омера-паши две турецкие и одна египетская дивизии, с двумя эскадронами и двумя полевыми батареями, в числе 21 600 человек. Кроме того, в городе находились: прежний турецкий гарнизон, до тысячи вооруженных татар, небольшой отряд французской пехоты и команда из 276 моряков стоявшего на мели и обращенного в батарею французского корабля «Генрих IV».

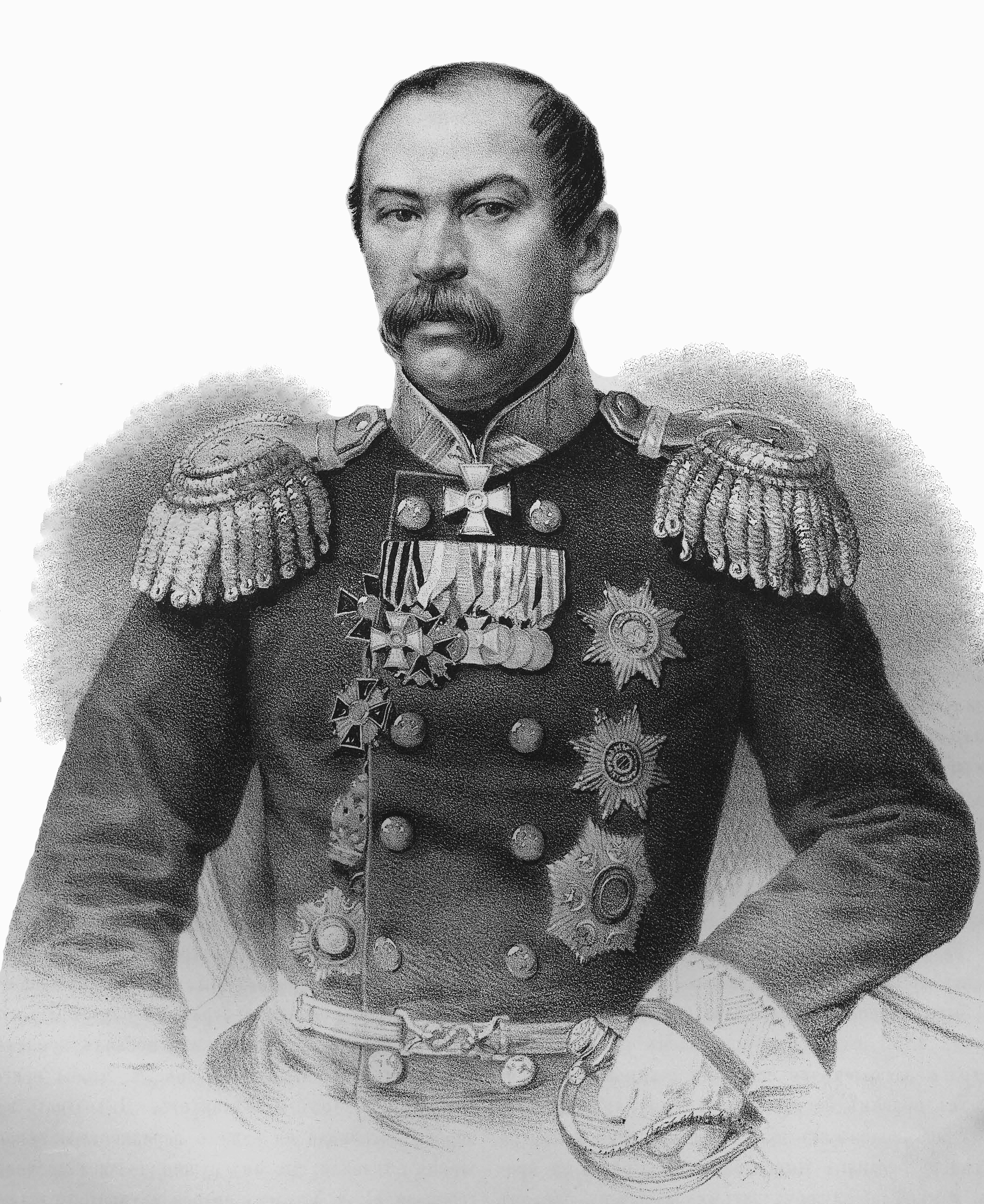
С. А. Хрулёв
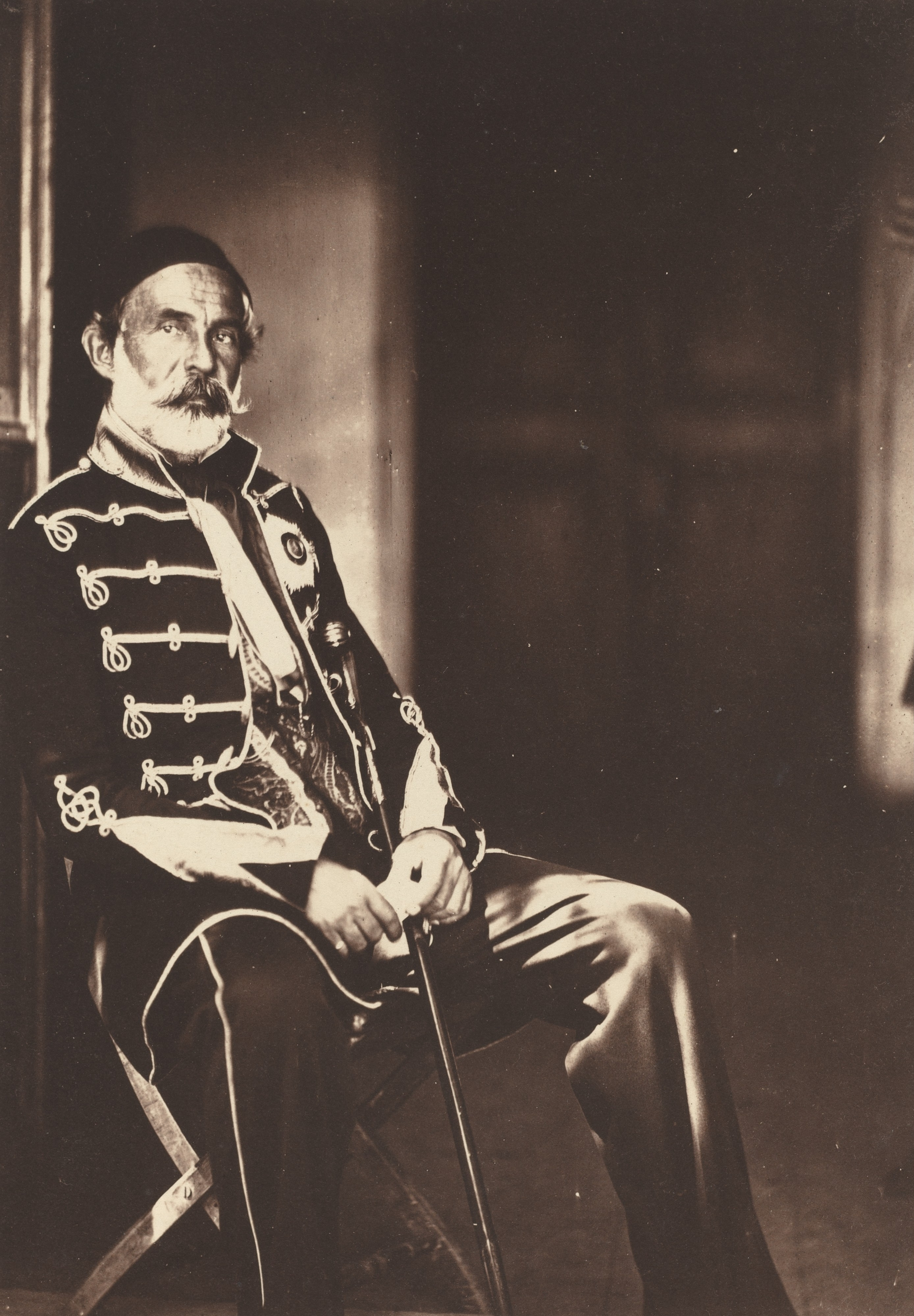
Омер-Паша
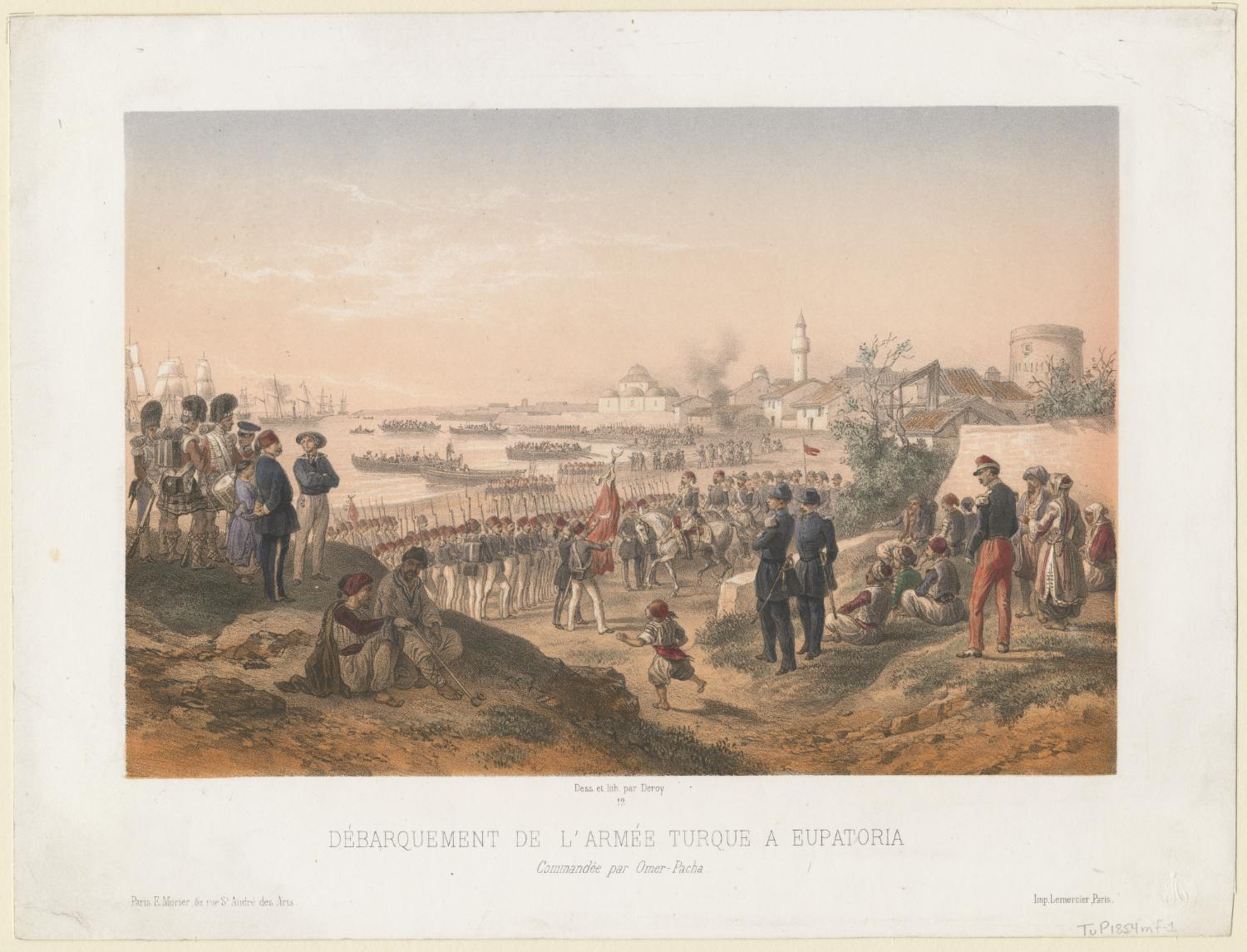
Высадка турецкого контингента в Евпатории в 1855 году

## Ход сражения
4-го (16-го) февраля, накануне дня штурма, войска Евпаторийского сводного отряда выступили с мест своей стоянки в 6 часов вечера на сборные пункты, в расстоянии около 4-х верст от города, и провели там ночь, не разводя огней.  5 (17) февраля, в 6 часов утра, раздался первый неприятельский выстрел, и вслед затем возгорелась общая канонада. Наступление русских войск велось тремя колоннами. Хрулёв надеялся захватить турецкий гарнизон врасплох, но оказалось, что турки знают о его планах. И турецкий гарнизон, и союзнический флот были готовы к бою. 
«Со стороны неприятеля действовало до 100 орудий, почти наполовину бомбических, и с разных мест были бросаемы конгревовы ракеты с гранатами. Дальность полета этих ракет простиралась до 3 верст. С нашей стороны отвечали с 24 батарейных и с 76 легких орудий».
«Под прикрытием батарей генерал-майор Огарев двинулся с 3 и 4-м батальонами Азовского пехотного полка в ротных колоннах. На левом фланге этих батальонов следовал греческий волонтерный батальон, предводимый храбрым подполковником Панаевым и подкрепленный батальоном спешенных драгун. Турки встретили наши ротные колонны сильным ружейным огнем из бойных заборов и с крыш домов, а также картечным огнем из подвезенных полевых орудий. Во время этого движения в Азовском полку командир оного генерал-майор Криднер, бывший впереди, сильно контужен в ногу, командир 3 батальона убит, а 4 батальона майор тяжело ранен, при этом большая часть офицеров убита и ранена. Но, несмотря на это, наши храбрые колонны подошли к самому рву, но нашли, что он наполнен водою и что штурмовые лестницы 2 сажен меры были коротки. Тогда войска отведены в находившиеся вблизи рва местные прикрытия».
Осознав, что продолжение штурма грозило большими потерями, Хрулёв отдал распоряжение отводить войска. Турецкая кавалерия попыталась преследовать только левую колонну, но два батальона Азовского пехотного полка построились в каре и, подкреплённые лёгкой артбатареей, сдержали противника.

## Результаты
Поражение привело к отстранению от должности российского главнокомандующего А. С. Меншикова и, вероятно, ускорило смерть Николая I, последовавшую спустя несколько недель после сражения. Что касается стратегического значения сражения, то оно в полной мере показало угрозу российскому флангу. Для союзников владение Евпаторией означало, что и захват Севастополя оставался вполне возможным. Турецкая армия возвратила свою репутацию и веру в собственные силы.

## Память
В солдатской песне «Как восьмого сентября», авторство (по крайней мере, части текста) которой приписывается Л. Н. Толстому, событие описано в трагикомическом ключе.
Посылали тут Хрулева
Выгнать турку из Козлова,
—Наша не взяла.
И вот ждем и поджидаем,
Севастополь защищаем,
—Скоро ль отойдет?
Текст был впервые опубликован в 1857 году в Лондоне, в неподцензурном альманахе «Полярная звезда» вместе со словами «Песни про сражение на реке Чёрной 4 августа 1855 года». Редакторское примечание гласило: «Эти две песни списаны со слов солдат. Они не произведение какого-нибудь особого автора, и в их складе нетрудно узнать выражение чисто народного юмора».
В 1858 году Евпаторийская караимская община решила увековечить события Крымской войны и почтить память доблестных русских воинов. На месте боёв (на окраине города, где находился оборонный вал, — в районе пересечения современных улиц 2-й Гвардейской Армии и Сельвинского, GEO-координаты 45°12'39.9"N 33°22'46.0"E) на средства местных купцов был установлен мраморный обелиск и пара трофейных пушек. Текст на мемориальной доске следующий: «Храбрым защитникам веры, царя и отечества, павшим здесь 5 февраля 1855 года. В память потомству сооружён усердием евпаторийского караимского общества в 1858 году».
Проект памятника был выполнен архитектором А. М. Горностаевым и утверждён императором Александром II. Возведён из привозного белого мрамора в форме параллелепипеда общей высотой 4,5 м. На памятнике с четырёх сторон помещена надпись на двух языках — русском и иврите. Одна из сторон украшена рельефным изображением двух перекрещенных мечей и пальмовой ветви — символом мира. Памятник венчал бронзовый вызолоченный крест, сооружённый в 1862 году евпаторийским купцом Евстафием Хрисонопуло. Позднее крест был утрачен и восстановлен в 1981 году из нержавеющей стали.
В наши дни пушки перенесены к главному входу в Евпаторийский Краеведческий музей на ул. Дувановской, а обелиск перемещён северо-восточнее, ближе к железнодорожному полотну.

Память о сражении
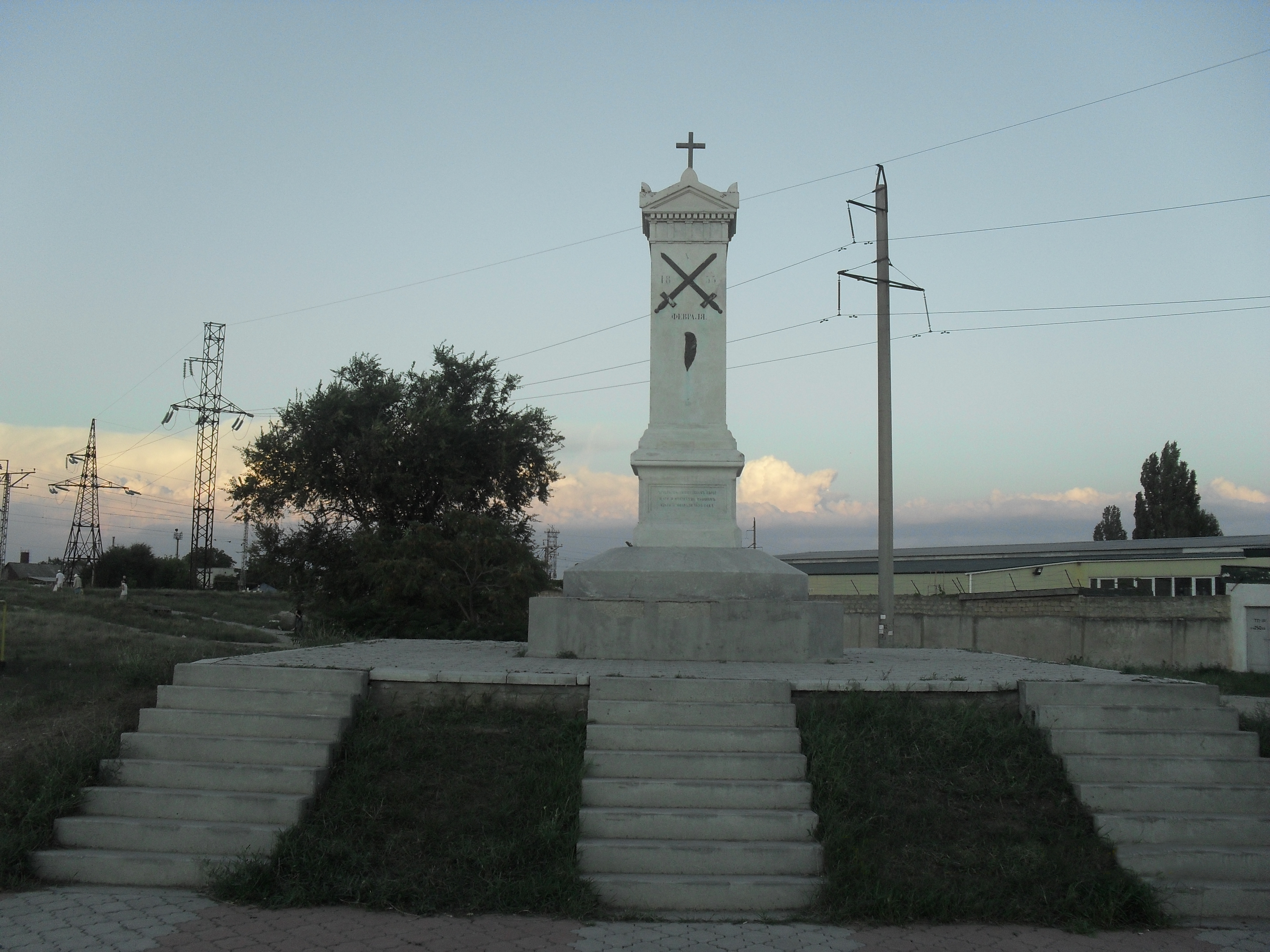
Памятник русским воинам, погибшим при штурме Евпатории 17 февраля 1855 г.
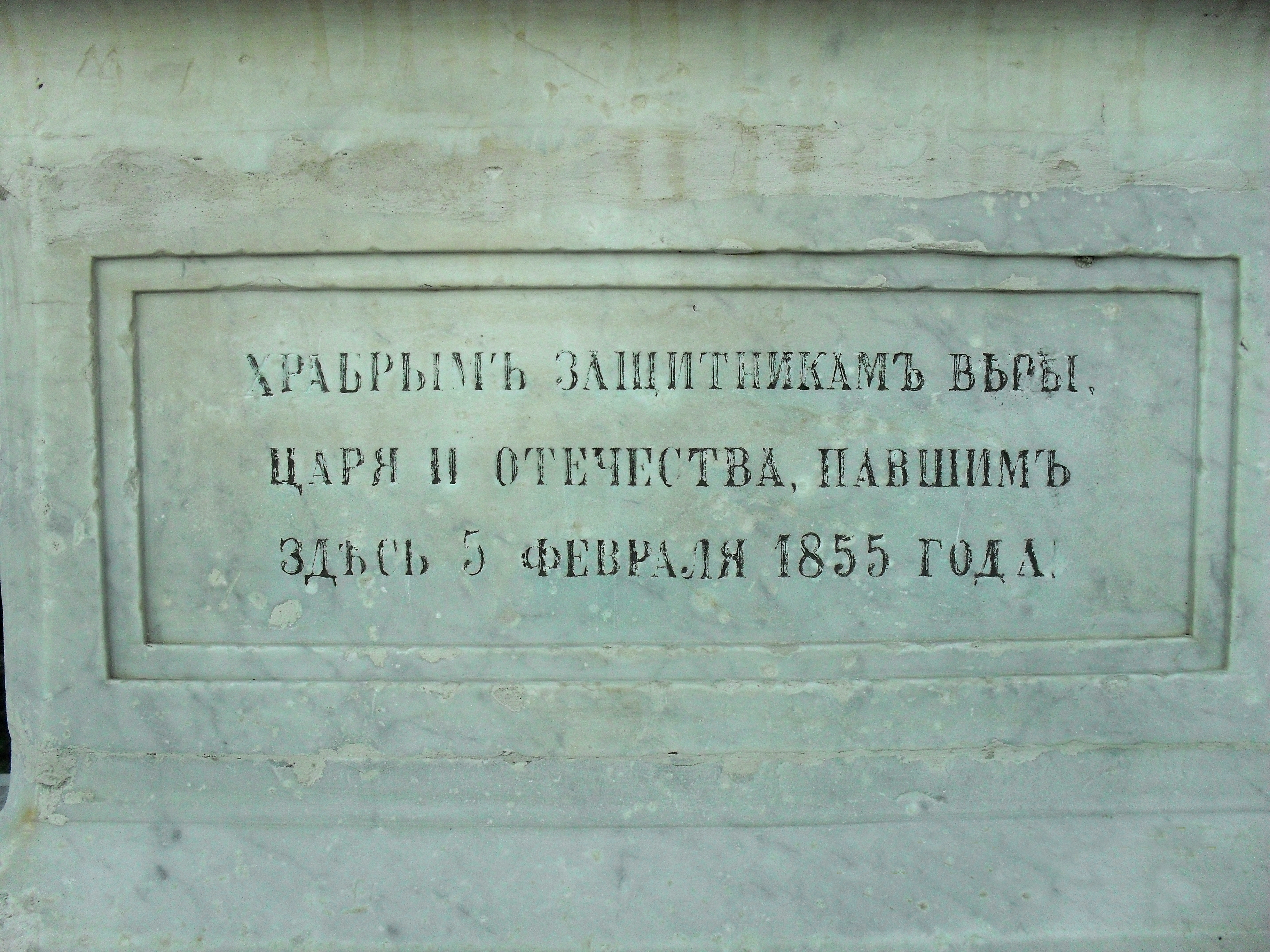
Мемориальная доска
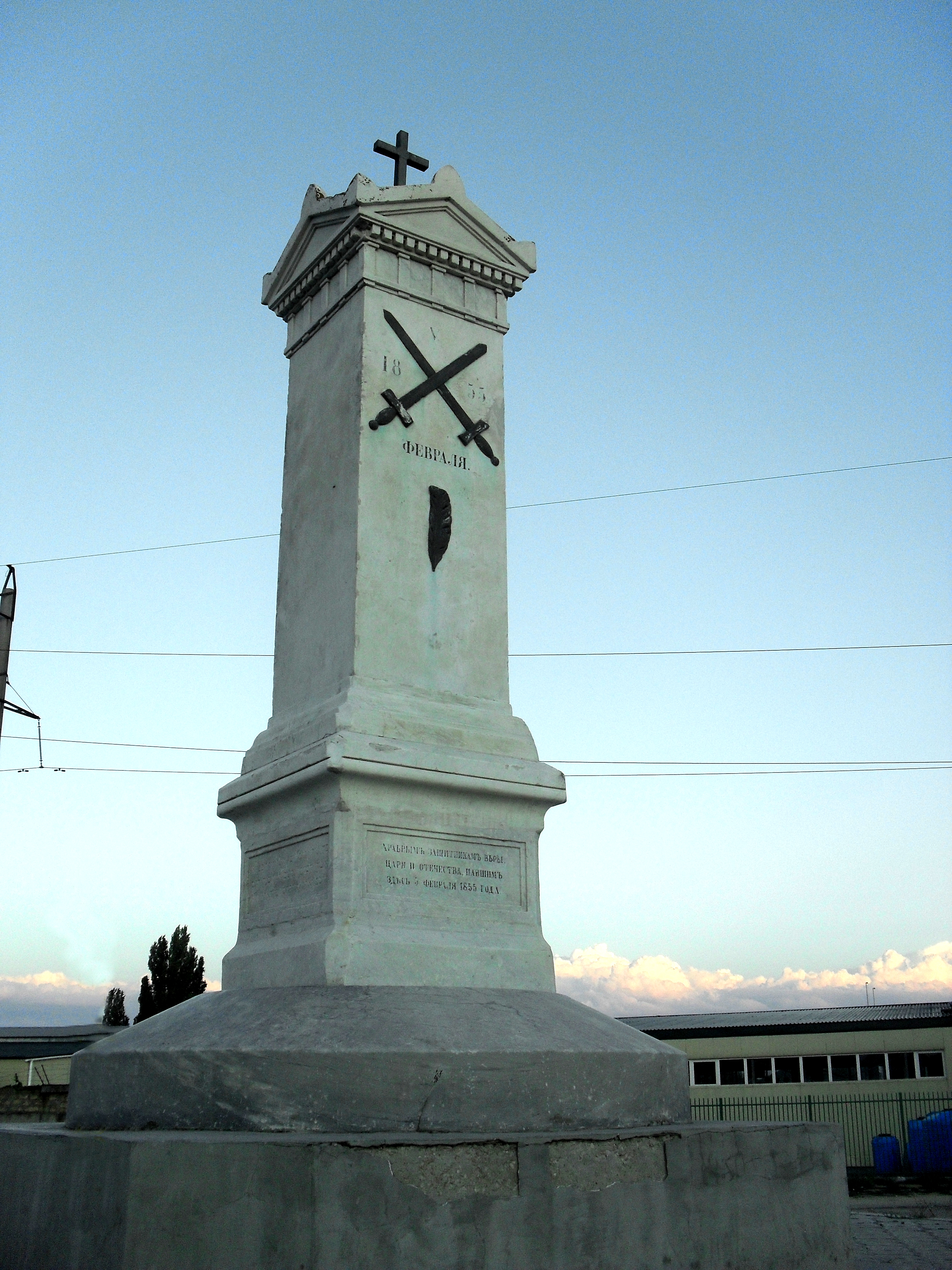
Лицевая сторона монумента с рельефным изображением
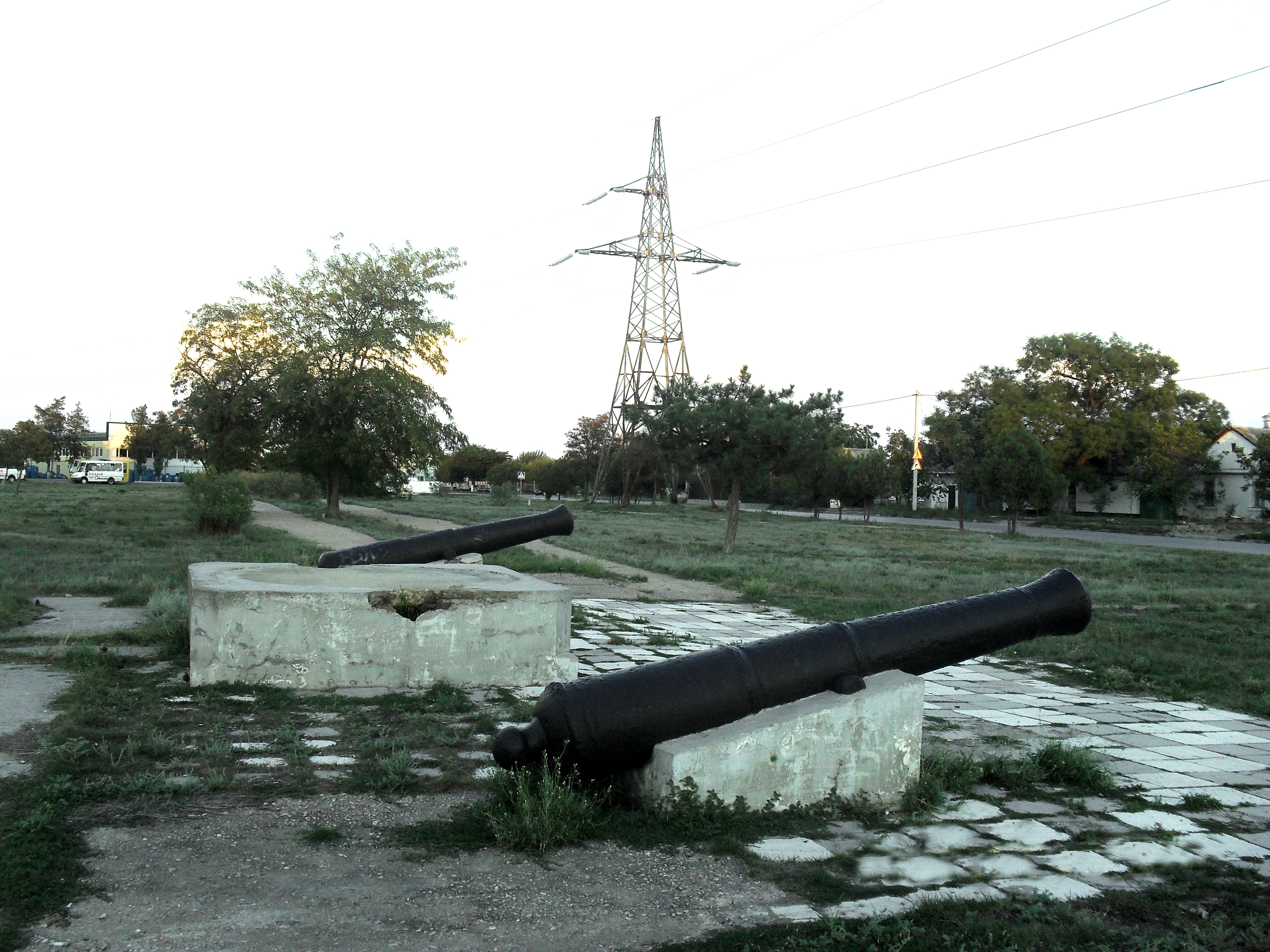
Трофейные пушки на старом месте размещения
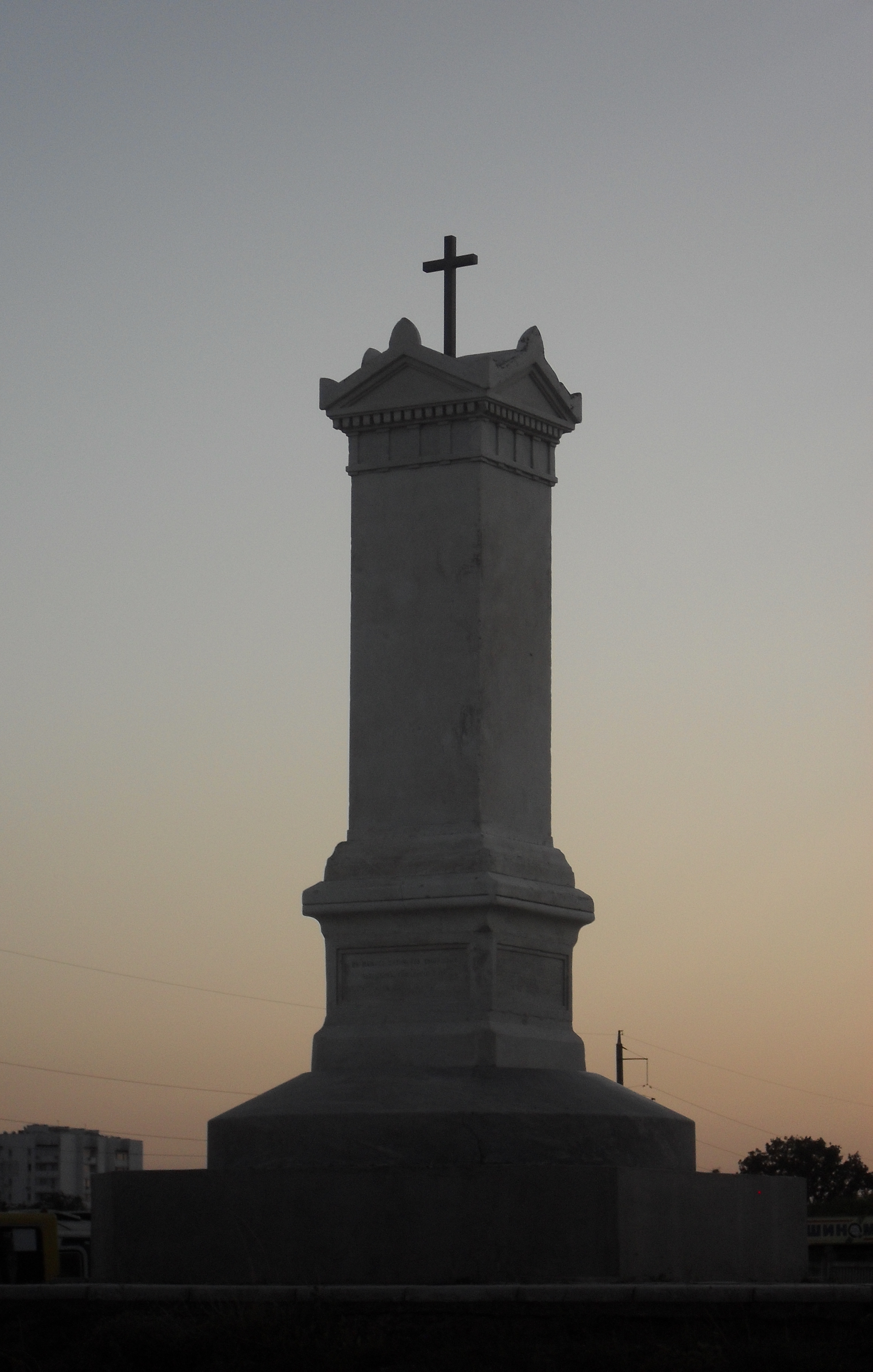
Монумент